# Algemene Arbeidsongeschiktheidswet
De Algemene Arbeidsongeschiktheidswet (AAW) was een volksverzekering tegen arbeidsongeschiktheid, waar in beginsel alle ingezetenen van Nederland voor verzekerd waren. Om een AAW-uitkering te krijgen hoefde de verzekerde geen inkomen te hebben, waardoor jonggehandicapten er gebruik van konden maken. De hoogte van de uitkering lag op het niveau van het sociale minimum. Voor werknemers was er de WAO, hiervoor moest de verzekerde wel een bepaald inkomen hebben gehad en hier was de uitkering dan weer een percentage van, overeenkomend met de mate van arbeidsongeschiktheid of  het arbeidsongeschiktheidspercentage. 
In 1998 ging met de invoeringswet PEMBA alles op de schop en werd de AAW afgeschaft, voor zelfstandigen werd toen de WAZ ingevoerd, voor jonggehandicapten de Wajong en werknemers bleven verzekerd in de WAO. 
De AAW kende, evenals de WAO ook goede regelingen om voorzieningen te treffen om daarmee de gevolgen van handicaps op te vangen. Die voorzieningen werden bij de afschaffing uitgekleed en overgeheveld naar de Wet voorzieningen gehandicapten (WVG) en de Algemene Wet Bijzondere Ziektekosten (AWBZ).